# Wazemmes (stacja metra)
Wazemmes – stacja metra w Lille, położona na linii 1. Znajduje się w Lille, w  dzielnicy Wazemmes. Stacja ta znajduje się pod Place Verte, który jest otoczony ulicami Iéna, Corneille i Racine.
Została oficjalnie otwarta 25 kwietnia 1983.